# Слатина (Ново Горажде)
Слатина је насељено мјесто у општини Ново Горажде, Република Српска, БиХ. Према попису становништва из 1991. у Слатини је живјело 390 становника, а 2013. године пописано је 352 лица.

## Становништво
| Националност | 1991. |
| Муслимани    | 373   |
| Срби         | 9     |
| Хрвати       | 0     |
| Југословени  | 4     |
| остали       | 4     |
| Укупно       | 390   |

| Демографија | Демографија | Демографија |
| Година      | Становника  | Становника  |
| ----------- | ----------- | ----------- |
| 1971.       | 202         |             |
| 1981.       | 184         |             |
| 1991.       | 390         |             |
| 2013.       | 352         |             |